# Myrmotherula grisea
Myrmotherula grisea е вид птица от семейство Thamnophilidae.

## Разпространение
Видът е разпространен в Боливия и Перу.